# Frédéric Bataille
Frédéric Bataille ( 17 de julio de 1850 , Mandeure - 29 de abril de 1946, Besançon) fue un poeta, docente y micólogo francés.
Originario de una familia de campesinos protestantes, se entrenó como maestro en la 'École modèle de Montbéliard, ocupando numerosos puestos en la región entre 1870 a 1884. A pesar de sus cualidades educativas, desagradaba a los padres de los alumnos debido a ser librepensador y republicano. Fue admitido en la Sociedad de gente de letras de Francia en 1881, siendo nombrado posteriormente profesor en el Liceo Michelet de Vanves en 1884. Se retiró en 1905 y se trasladó a Besançon.
A lo largo de su carrera fue un ávido escritor, publicando libros de poesía como Délassements (1873), Le Pinson de la mansarde (1875), Le clavier d'or (1884), La veille du péché (1886), Poèmes du soir (1889) y Choix de poésies (1892).
Durante su edad adulta mostró gran pasión por la micología, siendo fuertemente influenciado por el naturalista Lucien Quélet. Ambos publicaron una monogrpafía sobre los géneros Amanita y Lepiota titulada Flore monographique des Amanites et des Lépiotes.

## Honores
Adquirió cierta fama, accediendo a la vicepresidencia de la "Sociedad micológica de Francia"
- premio de la Académie des sciences por sus contribuciones micológicas.

- Oficial de la Instrucción pública
- caballero de la Legión de Honor

## Obras
Entre sus obras poéticas se incluyen : Délassements (1873), Le Carquois (1880), Le Clavier d'Or (1884), Poèmes du soir (1889), Choix de poésies (1893), Nouvelles poésies (1900), Les trois foyers : famille, école, patrie (1905), Pages d'automne (1911). También publicó en revistas.
También contribuyó a la enseñanza en forma de artículos de revistas y libros de texto en la lectura y la lengua francesa, por ejemplo: Anthologie de l’enfance.
Por último, participó en la literatura micológica, con Lucien Quélet.
- La abreviatura «Bataille» se emplea para indicar a Frédéric Bataille como autoridad en la descripción y clasificación científica de los vegetales.[1]